# Adam Jordan (zm. 1763)
Adam Jordan z Zakliczyna herbu Trąby (zm. 19 lipca 1763 roku) – kasztelan wojnicki w 1760 roku, generał-lejtnant kawalerii koronnej w 1759 roku, generał major wojsk koronnych w 1758 roku.